# Sansobbia
Il torrente Sansobbia (Sensòggia in ligure) è un corso d'acqua della provincia di Savona lungo circa 23 km.

## Caratteristiche
Nasce dal monte Beigua a circa mille metri di quota in prossimità della Croce Monumentale che si trova a ponente della vetta. Oggi di dimensioni più modeste di un tempo a causa della riduzione delle piogge e del prelevamento idrico per agricoltura e acquedotti, il Sansobbia si sviluppa nei territori di Stella e Albisola Superiore della quale, nell'ultimo tratto sino alla foce, segna il confine da Albissola Marina.
A causa del suo regime torrentizio e non avendo approvvigionamenti idrici consistenti garantiti da ricche sorgenti o ghiacciai, per molti mesi all'anno, soprattutto in estate, non riesce a raggiungere il mare e le sue acque si perdono tra la sabbia del letto a tre o quattro chilometri dalla foce. Viceversa, in occasione di forti piogge, può rivelarsi molto pericoloso straripando o causando danni gravi alle aree limitrofe. L'ultima disastrosa alluvione vi fu nel 1992 con l'allagamento di Albisola, di parte dell'abitato di Èllera con frane e smottamenti consistenti nel territorio di Stella, dove diversi tratti della provinciale di collegamento con Ellera furono letteralmente spazzati via dall'acqua.
Il Sansobbia presenta il primo tratto del suo percorso all'incirca parallelo alla costa ligure per poi piegare quasi ad angolo retto da Santa Giustina fino a San Giovanni, dove procede verso ponente in direzione di Èllera. La discesa fino a Santa Giustina è caratterizzata da una forte pendenza e profondi canaloni scavati nella roccia durante gli anni. Dopo l'abitato di Santa Giustina la pendenza si fa più dolce, pur rimanendo profondamente incuneato tra le rocce come in prossimità del ponte della provinciale di San Bernardo (SP32). Giunto nei pressi di San Giovanni, il letto si allarga, lasciando spazio ad una ampia ansa verde, fertile e coltivata. Poi il Sansobbia riprende il suo corso tra le ripide colline fino a Èllera, costeggiandone la strada di collegamento con Stella (SP2) dalla quale è scavalcato da tre ponti. Dopodiché serpeggia stancamente in ampie anse sabbiose fino alla frazione di Luceto e da qui in modo quasi rettilineo fino al mare.
Un tempo molti erano i mulini che traevano energia dal suo corso. Alcuni sono ancora visibili, anche se non più funzionanti, come quello di Èllera che si trova subito al di là del ponte in pietra che collega l'abitato alla chiesa parrocchiale. Il letto del Sansobbia ha inoltre rappresentato per anni l'unica via di collegamento tra questa borgata e Albisola, prima della costruzione della strada attuale, realizzata negli anni trenta.

## Laghi

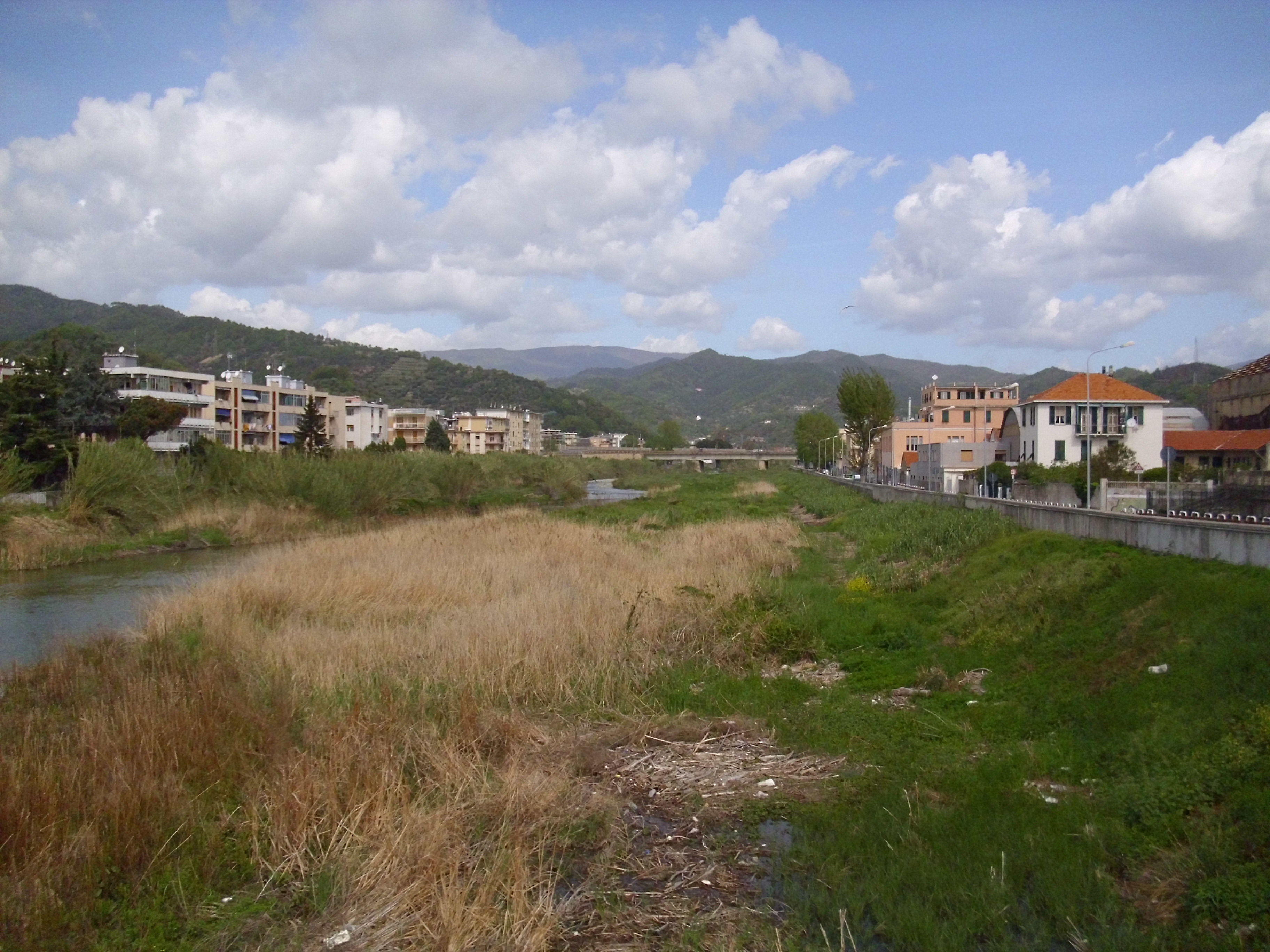
Il torrente poco prima della foce, dal ponte che divide Albisola Superiore e Albissola Marina

Il Sansobbia non ha dei veri e propri laghi, considerate le sue dimensioni abbastanza ridotte. Poco sopra la frazione di Santa Giustina ci sono alcuni specchi d'acqua profondi un paio di metri chiamati laghetti, formati da sbarramenti naturali o artificiali (il maggiore è detto Lago del Gotto). 
Nel tratto compreso tra il ponte di Corona e San Giovanni, esistono alcune ampie anse profonde anche tre metri, le cui due principali sono chiamate lago della Béra e lago Scuro.

## Affluenti
Il principale affluente del Sansobbia è il Riobasco che nasce nel territorio di Stella e si getta nella sponda sinistra del Sansobbia ad Albisola Superiore.
Gli altri affluenti, partendo dalla sorgente, sono (S = sinistra; D = destra):
Rio Lampu (D), Rio Fossa (S), Rio Paanè (D), Rio Crivezzo (D), Rio Mazzona (S), Rio Caeffu (S), Rio Luqui (D), Rio Rossella (D), Rio Cria (D), Rio Crovaro (D), Rio Magrania (S), Rio Burage (S) e Rio Grana (D).